# Docynia
Docynia Decne. – rodzaj roślin należący do rodziny różowatych. Obejmuje w zależności od ujęcia systematycznego jeden szeroko ujmowany gatunek, dwa lub cztery gatunki. Rośliny te występują w południowo-wschodniej Azji: od Nepalu, przez Asam, Mjanmę, Tajlandię po Wietnam oraz Chiny i Tajwan.
Drzewa sadzone jako ozdobne i dostarczające jadalnych owoców. W Chinach są one używane też do przyśpieszania dojrzewania owoców hurmy Diospyros.

## Morfologia
PokrójZimozielone lub częściowo zimozielone drzewa.
LiścieSkrętoległe, pojedyncze z przylistkami, ogonkowe, całobrzegie lub piłkowane lub płytko wcinane.
KwiatyZebrane po 2–5 w pęczki, osadzone na krótkich szypułkach i wsparte drobnymi, odpadającymi przysadkami. Hypancjum dzwonkowate, gęsto owłosione. Działki kielicha w liczbie 5, lancetowate, trwałe, gęsto owłosione od zewnątrz. Płatki korony w liczbie 5, białe, u nasady zwężone w krótki paznokieć. Pręciki rozwijają się w dwóch okółkach w liczbie 30–50. Zalążnia dolna, tworzona jest przez pięć owocolistków zrośniętych nasadami. Zawierają one po 3–10 zalążków. Szyjek słupka jest pięć, połączonych u nasady i owłosionych.
OwoceJabłkowate, kulistawe, jajowate lub gruszkowate o średnicy 2–3 cm z trwałymi, wyprostowanymi lub odgiętymi działkami.

## Systematyka
Rodzaj klasyfikowany jest w obrębie rodziny różowatych Rosaceae do podrodziny Amygdaloideae, plemienia Maleae Small i podplemienia Malinae.
Wykaz gatunków
- Docynia delavayi (Franch.) C.K.Schneid.
- Docynia doumeri (Bois) C.K.Schneid.
- Docynia indica (Colebr. ex Wall.) Decne.
- Docynia longiunguis Q.Luo & J.L.Liu